# Ana de Quesada y Loynaz
Ana María de Quesada y Loinaz (Santa María del Puerto del Príncipe, 14 de febrero de 1843-22 de diciembre de 1910) fue la segunda esposa de Carlos Manuel de Céspedes, patriota y presidente de Cuba (1869-1873); y madre de Carlos Manuel de Céspedes y Quesada, presidente provisional de Cuba desde el 12 de agosto de 1933 hasta el 4 de septiembre de 1933. Figura importante en la Guerra de Independencia cubana.

## Biografía
Nació en Camagüey, en la provincia oriental de Cuba el 14 de febrero de 1843, siendo de familia distinguida y acaudalada. Hermana de Manuel de Quesada, otro de los patriotas distinguidos en la primera gesta emancipadora. 
Siguió paso a paso todas las actividades de Carlos Manuel de Céspedes, y con él vivió intensamente los preparativos que antecedieron a la epopeya del Grito de Yara, prestando su ayuda eficaz y valiosa para la consumación de la empresa heroica del 10 de octubre de 1868.
El 4 de noviembre del mismo año, contrajo matrimonio con Carlos Manuel de Céspedes, tiempo después de la muerte de María del Carmen de Céspedes, su primera esposa.
Participó en el Incendio de Bayamo, alentando el incendio del pueblo que había visto nacer al compañero de su vida y que tan en alto puso el temple del mambí, sufrió con los vaivenes de aquella intensa jornada, trabajando sin descanso por el bienestar de Cuba, sintió como si lo recibiera su propio cuerpo y su propia alma, los desengaños y tristezas de su ilustre esposo, y con el corazón lacerado de dolor se enteró del fin de su existencia en las tierras fértiles que circunda la Sierra Maestra.
Cuando en octubre de 1873 después de dificultades surgidas en la Cámara de la República en armas, se tomó el acuerdo de deponer a Manuel de Céspedes como presidente, este pidió que se le facilitara un pasaporte para reunido con su esposa e hijos, poder desde el extranjero seguir sirviendo a la Revolución. La Cámara no accedió a esta petición y Céspedes se retiró a la Hacienda San Lorenzo, donde como es sabido encontró la muerte, en doloroso episodio.
Su salida de Cuba, acompañada del poeta mártir Juan Clemente Zenea, su alumbramiento en tierra extranjera del hijo póstumo del esclarecido patriota, Carlos Manuel de Céspedes y Quesada, fueron grandes sufrimientos que sólo un alma espartana como la de aquella alta mujer podría resistir.
Después de tan azarosos momentos se dio por entero a un solo pensamiento: preparar a su hijo Carlos para servir a la Patria, cuando comenzara de nuevo la guerra para lograr la redención de Cuba. 
Lo envió a los Andes, allá por donde su hermano Rafael poseía una hermosa hacienda, para que el joven en contacto con la Naturaleza, se pusiera en condiciones para afrontar los peligros de la futura revolución. Y en 1895, procedente de París, con el alma llena de ilusiones, con la herencia heroica de su gran padre, con el aliento de patriotismo inculcado por Ana de Quesada desde sus más tiernos años, Carlos Manuel de Céspedes y Quesada viene a su patria en una gran expedición, a la patria que materialmente no conoce, pero que la lleva grabada en el corazón. 
Y la matrona ejemplar acompañó al hijo amado, al fruto de sus entrañas, para venir ella también a ayudar a combatir por la libertad de la tierra amada donde había visto la primera luz. 
El 22 de diciembre de 1909, ya lograda la independencia de Cuba, fallece Ana de Quesada en París, con la dicha inmensa de saber libre su país natal, donde tan grandes afectos suyos habían perdido la vida en aras del más hermoso de todos los ideales: El Patriotismo.